# Balaghat
Balaghat (hindi बालाघाट) – miasto w środkowych Indiach (Madhya Pradesh), nad rzeką Wajnganga.
W mieście jest ośrodek wydobycia rud mangamu. Liczba mieszkańców wynosi ok. 60 tys.